# Monumento ai caduti (Lecco)

Il monumento nel 1937

Il Monumento ai caduti, detto anche Memoriale ai caduti, è un'imponente stele in granito realizzata dallo scultore Giannino Castiglioni, situata a Lecco in Lombardia, in riva al golfo del lago omonimo nei pressi della foce del torrente Caldone.
L'opera realizzata fra il 1922 e il 1926 dallo scultore milanese Giannino Castiglioni, fu inaugurata il 4 novembre 1926 nell'ottavo anniversario dell'Unità Nazionale che commemora la vittoria italiana nella prima guerra mondiale. All'inaugurazione partecipò il Duca d'Aosta Emanuele Filiberto di Savoia, nipote del primo re d'Italia.
Castiglioni, che fu fra gli scultori più significativi del Novecento italiano, ha voluto raccogliere nel monumento La Resurrezione della Patria tramite un'opera bronzea alla base della stele che raffigura i momenti della vita del soldato.

## Descrizione
Il maestoso monumento, situato sul lungolago nel luogo dove sorgevano le baracche dei prigionieri di guerra croati, celebra i caduti lecchesi della Grande guerra, cui si aggiunsero successivamente quelli del conflitto d'Africa e le lapidi dei caduti della seconda guerra mondiale.
Sul lato rivolto verso il lago si erge una ieratica figura femminile colonnare con ali ripiegate e viso afflitto dal dolore rivolto al cielo. Considerata come simbolo della Patria o dell'Italia, a seconda delle interpretazioni, è affettuosamente conosciuta dai lecchesi come la balia di pèss.
Sul lato opposto sono incise dall'alto verso il basso le tappe più gloriose del primo combattimento.

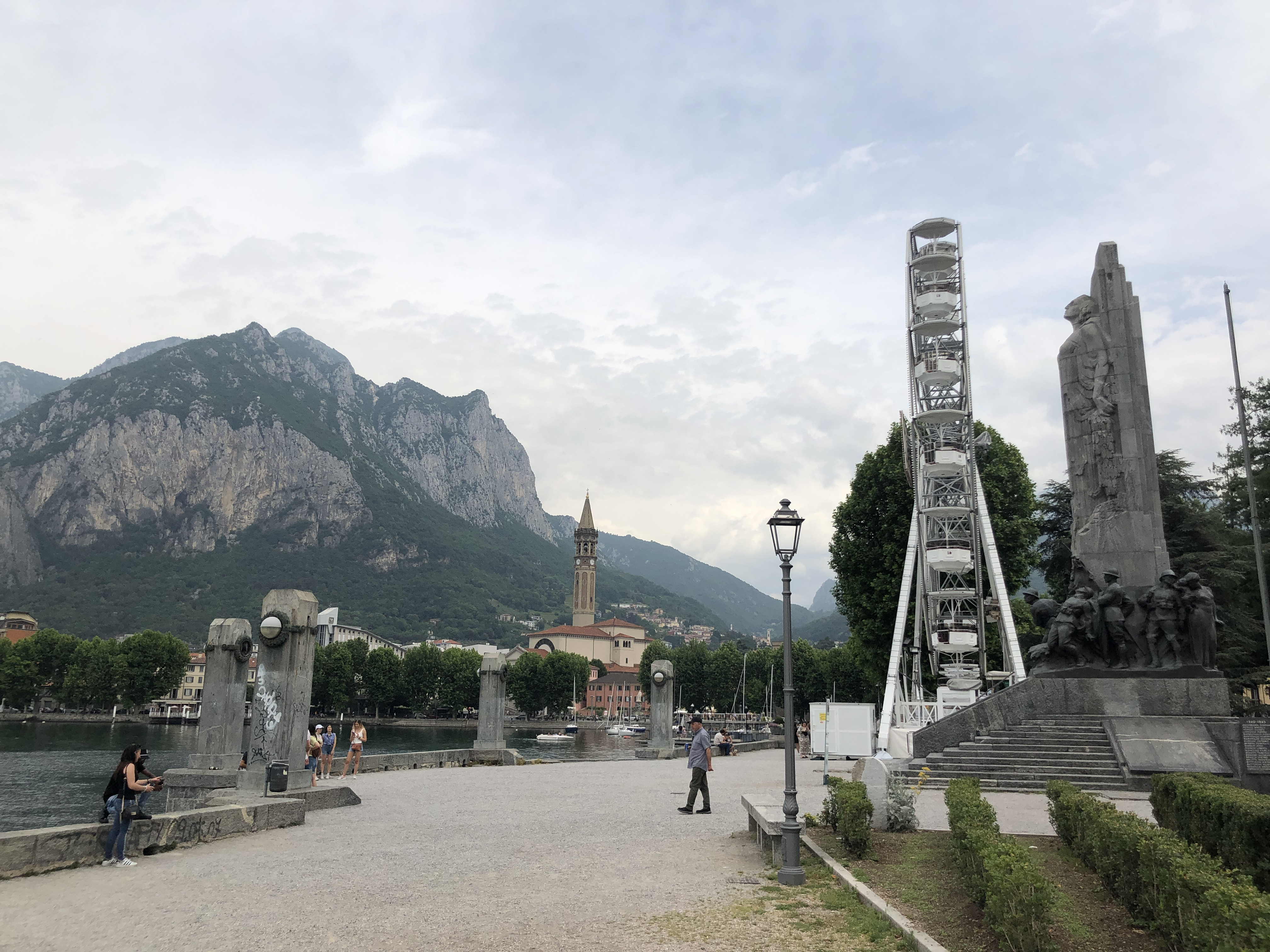
Il monumento in epoca attuale

Ai piedi della stele, posta su un basamento in pietra a gradinate, corre sui quattro lati una fascia di altorilievi bronzei realizzati dalla Fonderia artistica Battaglia di Milano nel 1923 ed è composta da sculture che raccontano la passione del combattente così descritto: 
- sul retro è raffigurato il soldato che lascia la sua terra (il lavoro nei campi);
- ai lati è illustrata la riproduzione della sua donna e il suo bimbo per combattere (il congedo degli affetti) e l'attacco (la partenza per il fronte);
- ai piedi della figura femminile invece è rappresentata la caduta vittoriosa (la morte).[3]

Il vigoroso realismo del bronzo che propone la determinazione e la durezza di un eroe contadino, si coniuga ad un austero simbolismo liberty della figura femminile della stele che non rinuncia tuttavia alla decorazione delle ali.
Alla base della stele, sul lato anteriore, trova collocazione una lapide con frase commemorativa seguita dal monogramma di Cristo con le lettere alfa e omega. Due targhe, poste sulla gradinata rispettivamente sul lato destro e sul lato sinistro della stele, contengono i nomi dei caduti lecchesi, comprensivi anche dei caduti di comuni che nel tempo sono stati aggregati alla città a cui furono aggiunti successivamente i nomi di caduti nel corso della guerra d'Africa.

Sul retro del monumento, lungo il basamento, sono applicate lapidi in granito, cinque alla destra e cinque alla sinistra della stele, riportanti i nominativi dei caduti e dei dispersi durante la seconda guerra mondiale".
Nel corso del 2016 è stato annunciato il completo restauro del manufatto commemorativo attuato nell'estate 2017.

## I riferimenti al regime fascista
Il complesso dell'opera è adornato dalla sistemazione della zona a lago dove sono poste quattro colonne-faro poste in cima alle scalinate le quali riportavano alcuni fasci littori rimossi in un periodo incerto ma presumibilmente successivo alle manifestazioni patriottiche che seguirono il 25 luglio 1943, data che sancisce la caduta del fascismo.

Queste prime azioni spontanee portarono alla distruzione di buona parte delle insegne del regime fascista (foto e busti del Duce, aquile reali e fasci littori) che diventano il bersaglio su cui si sfogano i cittadini come la rimozione della targa posta nell'attuale Piazza XX Settembre. Ne conseguì che anche i riferimenti sul monumento furono eliminati lasciando solo i chiodi ancora visibili.
Un secondo riferimento al regime, secondo alcune recenti ricerche, è dato dalla targa posta ai piedi del memoriale la quale epigrafe è attribuita alla lettera che Benito Mussolini inviò alla città di Lecco in occasione dell'inaugurazione.
(citazione sulla stele, 1926)